# Lapsang souchong
Le lapsang souchong (en chinois : 正山小种; pinyin : zhèngshān xiǎozhǒng, ou 烟小种; yān xiǎozhǒng), souvent simplement appelé lapsang, est un thé noir fumé originaire de la province de Fujian, située dans le sud-est de la Chine. Ce thé est considéré comme l'un de ceux dont la saveur est la plus marquée.

## Origine géographique
Le lapsang souchong est un thé noir originaire de la province de Fujian, située dans le sud-est de la Chine. Il provient plus précisément des monts Wuyi, inscrits au Patrimoine mondial de l'humanité. 

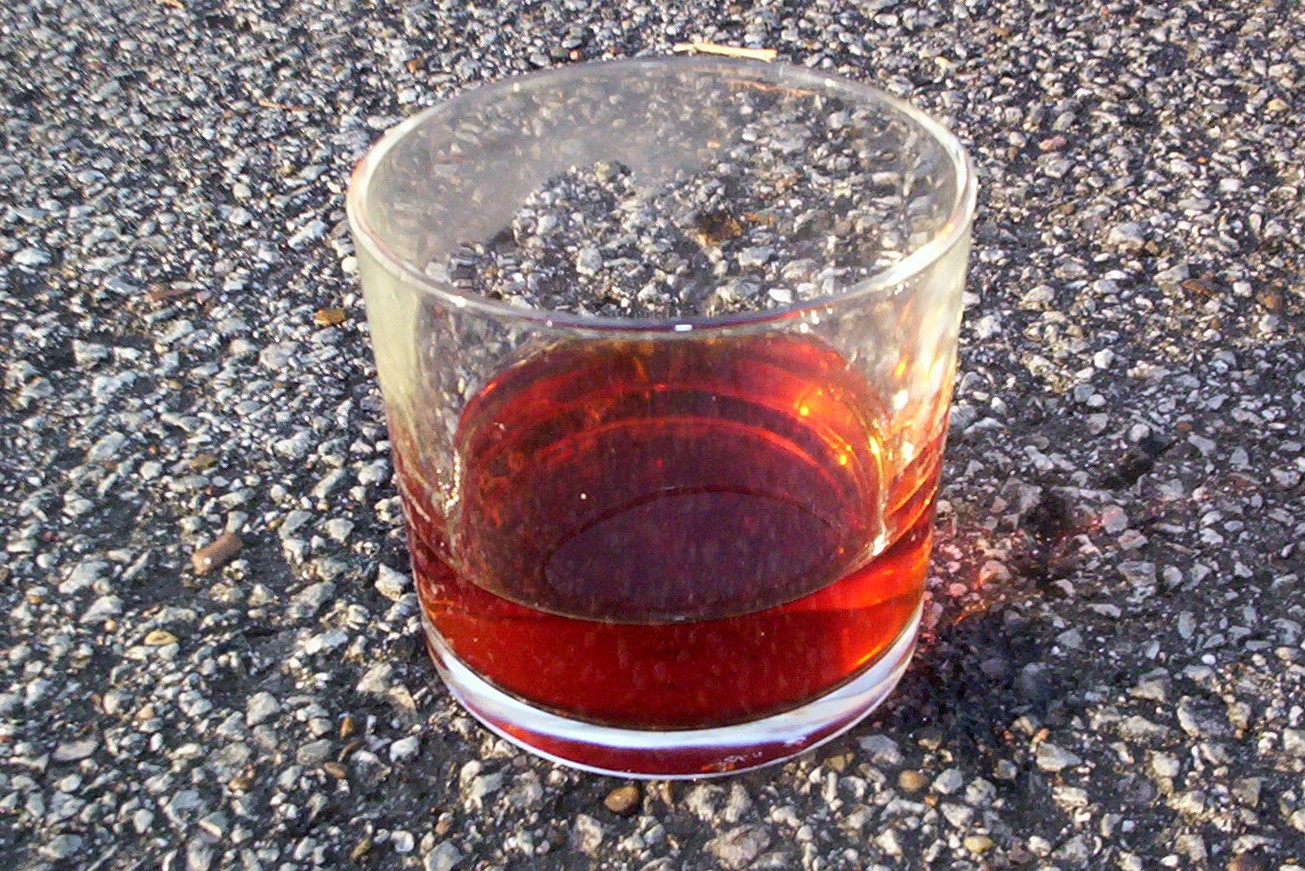
Une fois infusé, le lapsang souchong prend une teinte rouge foncé.

## Procédé de fabrication
Bien qu'il provienne des feuilles basses de l'arbre, le souchong est classé parmi les thés fins. Comparé aux autres thés noirs, sa période d'oxydation est relativement longue. Le lapsang souchong est un souchong qui a été séché, d'abord sur du bois de pin ou de cèdre, puis roulé et oxydé, et enfin séché de nouveau dans des paniers de bambou placés au-dessus d'un feu d'épicéa ou de cyprès, le pin est aussi parfois employé.

## Histoire
Ses origines remonteraient au XVIIe siècle, sous la dynastie Qing. Le procédé de fumage aurait été utilisé devant l'urgence de sécher le thé après sa récolte, l'occupation de l'usine par des soldats ayant empêché le procédé conventionnel.  

## Saveur et arômes
La saveur qui en résulte est généralement qualifiée de « fumée », parfois aussi de « boisée », par allusion à certaines qualités de vins (souvent conservés en fûts de chêne, ce qui leur donne un goût particulier). Une fois infusé, le lapsang souchong prend une couleur caramel foncé. Les arômes du lapsang souchong proviennent d'une diversité de composés chimiques, les plus abondants étant le longifolène et l'α-terpinéol.  
Ce thé peut être utilisé comme ingrédient dans la préparation de recettes de cuisine comme le velouté de potimarron fumé, la mousseline de pommes de terre ou les œufs marbrés.

## Renommée
Ayant une faible notoriété en Chine, ce thé est produit uniquement pour l'exportation vers l'Occident. Sa version traditionnelle non fumée est consommée localement.
Parmi les célébrités qui apprécient le lapsang souchong figurent l'ancien Premier ministre britannique Winston Churchill et l'actrice franco-américaine Arielle Dombasle.
Dans la série Mentalist, Patrick Jane consomme souvent du lapsang souchong qui est son thé favoris.